# Trichomanes killipii
Trichomanes killipii là một loài dương xỉ trong họ Hymenophyllaceae. Loài này được Weath. mô tả khoa học đầu tiên năm 1931.
Danh pháp khoa học của loài này chưa được làm sáng tỏ. 